# 廣東長吻鰩
廣東長吻鰩，又稱廣東鰩、廣東老板鯆，是軟骨魚綱鳐目鰩科的其中一種。

## 分布
本魚分布於西北太平洋區，包括日本、韓國、台灣、香港等海域，在中國，分布于闸坡等。该物种的模式产地在闸坡，位於中華人民共和國廣東省陽江市江城區。

## 深度
水深50至240公尺。

## 特徵
本魚體型扁平，體盤前部斜方形。齒細小，呈鋪石狀排列。眼眶周邊有小刺，呈半環形排列。背面黑褐色，腹面粘液孔周圍有黑褐色邊緣。背鰭2枚，大小約略相等，尾細長，尾鰭下葉消失。體長可達75公分。

## 生態
本魚為深海底棲性魚類，屬肉食性，以小型底棲性動物為主食。

## 經濟利用
可食用，但口感不佳，一般做下雜魚处理。